# Goniothalamus stenopetalus
Goniothalamus stenopetalus là loài thực vật có hoa thuộc họ Na. Loài này được Stapf mô tả khoa học đầu tiên năm 1894.